# Eugène Deschenaux

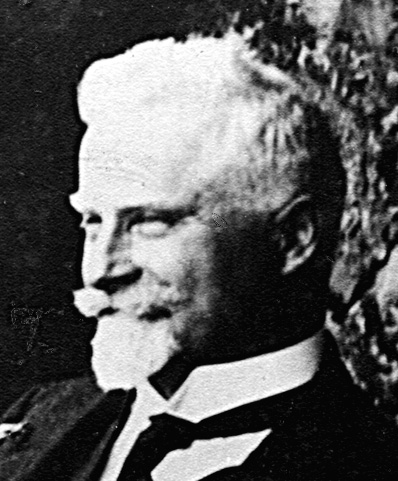
Eugène Deschenaux

Eugène Deschenaux (* 16. Juni 1874 in Romont; † 28. Mai 1940 in Freiburg; heimatberechtigt in Romont) war ein Schweizer Jurist und Politiker (CVP).

## Leben

### Familie
Eugène Deschenaux wurde als Sohn von Romain, einem Bankier und staatlichen Einkäufer, und Julie (geb. Perroud), aus Châtel-Saint-Denis, geboren; er hatte noch einen Bruder, der später Domherr zu St. Nicolaus in Freiburg wurde.
Im Jahr 1906 heiratete er Valentine (* 1880), die Tochter von Henri-Théobald Hartmann; ihr gemeinsamer Sohn war der spätere Jurist Henri Deschenaux (* 2. September 1907; † 8. Dezember 2000).

### Werdegang
Eugène Deschenaux besuche das Kollegium St. Michael in Freiburg und studierte Rechtswissenschaften in Freiburg, Berlin, Paris und München und erlangte 1896 das Lizentiat.
Nachdem er das Anwaltspatent bestanden hatte, war er von 1900 bis 1904 als Anwalt in Freiburg tätig und präsidierte von 1904 bis 1909 das Bezirksgericht Saane, dem er bereits seit 1897 als stellvertretender Richter angehörte. Er gehörte von 1907 bis 1921 dem Verwaltungsrat der Caisse hypothécaire du canton de Fribourg an und war 1918 Vizepräsident und 1919 Präsident des Verwaltungsrats der Banque Cantonale Fribourgeoise in Freiburg; 1921 folgte ihm Emil Biset als Verwaltungsratspräsident. In der Zeit von 1919 bis 1922 bekleidete er, als Nachfolger des verstorbenen Vincent Gottofrey, das Amt des Bundesrichters in der I. Zivilabteilung des Bundesgerichts. Nach dem Konkurs der Banque commerciale fribourgeoise, in deren Verwaltungsrat er gesessen hatte und deren Präsident er von 1917 bis 1921 war, trat er als Bundesrichter zurück. Als Bundesrichter folgte ihm Evaristo Garbani-Nerini.
In dem Prozess, der dem Konkurs der Banque commerciale fribourgeoise folgte, wurde er durch Paul Morard verteidigt. Nachdem der Staatsanwalt eine Haftstrafe von 5 Monaten verlangt hatte, folgte das Gericht diesem nicht, sondern sprach Eugène Deschenaux frei.
Er eröffnete 1925 wieder eine Anwaltspraxis in Freiburg.
Eugène Deschenaux war für seine juristischen Kenntnisse und Sprachfähigkeiten anerkannt, unter anderem übersetzte er das Schweizer Strafgesetzbuch und einen Kommentar von Peter Tuor zum Zivilgesetzbuch ins Französische.
Er wurde in der Schweizer Armee 1899 zum Leutnant, 1904 zum Hauptmann befördert und erreichte später den Rang eines Majors.

### Politisches und gesellschaftliches Wirken
In seiner politischen Karriere setzte Eugène Deschenaux sich für die Rechte der Bürger und für soziale Reformen ein, die die Lebensbedingungen der Bevölkerung verbessern sollten. Er war auch in der Bildungspolitik aktiv und setzte sich für Reformen im Bildungswesen ein, um die Bildungschancen für alle zu verbessern.
Zwischen 1901 und 1919 war er als populärer Konservativer Mitglied des Freiburger Grossrats (1909 als Nachfolger von Louis Morard (1850–1914) Präsident und 1911 erneut Präsident). Von 1909 bis 1919 stand er zu verschiedenen Zeiten an der Spitze des Polizei- und Justizdepartements im Staatsrat, dessen Vizepräsident er 1911 war und den er 1912 präsidierte; in den Staatsrat folgte ihm Romain Chatton (1876–1941). Zudem war er für den zurückgetretenen Louis de Diesbach vom 4. Dezember 1911 bis zum 1. November 1919 im Nationalrat tätig, wo er an der Ausarbeitung des Schweizerischen Strafgesetzbuches mitwirkte. Sein Nachfolger im Nationalrat wurde Fernand Torche.
Er wurde 1912 zum Vizepräsidenten gewählt und präsidierte darauf, als Nachfolger von Adalbert Wirz, von 1917 bis 1919 die Konservative Volkspartei. Als Präsident der Konservativen Volkspartei folgte ihm 1920 Joseph Räber. 1926 wurde er erneut zum Präsidenten der konservativen Rechten gewählt.
1913 unterstützte er in einem Aufruf an das Schweizervolk, dass eine Sammlung zum Aufbau einer Militäraviatik durchgeführt werden sollte.
Er wurde 1916, als Nachfolger des verstorbenen Max de Diesbach, in die Presse-Kontroll-Kommission gewählt.
Eugène Deschenaux war ein Unterstützer des Gotthardvertrags.
1932 trat er als Mitglied der Hilfskommission für notleidende Bauern zurück.

## Mitgliedschaften
Eugène Deschenaux war Mitglied des Schweizerischen Studentenvereins und des Schweizerischen Katholischen Volksvereins.